# Mihail Kogălniceanu (Constanța)
Mihail Kogălniceanu ist eine Gemeinde in Rumänien im Kreis Constanța.

## Lage
Der Ort Mihail Kogălniceanu liegt an der Nationalstraße 2A, welche hier Teil der Europastraße 60 ist, etwa 100 Kilometer nördlich von der Kreishauptstadt Constanța entfernt.

## Geschichte
Ursprünglich hieß der Ort Karamurat und wurde von Osmanen bewohnt. Der Ortsname bedeutet etwa „Murat der Schwarze“ und beruht auf einem Tatarenführer. Ein anderer alter Name ist Bulgari. Ab 1868 zogen 30 bessarabiendeutsche Siedlerfamilien aus Bessarabien zu und benannten das Dorf nach dem rumänischen König Ferdinand dem Ersten in Ferdinand I. um. Noch heute wird das Dorf manchmal Ferdinand genannt. Karamurat war das größte katholische Dorf der Dobrudschadeutschen, die verschiedensten Konfessionen anhingen und ein intensives Gemeindeleben pflegten. Nach dem Ende der rumänischen Monarchie erhielt der Ort zu Ehren des Staatsmannes Mihail Kogălniceanu seinen heutigen Namen.
Heute ist Mihail Kogălniceanu ein großes Dorf. Die 1902 geweihte und dem heilgen Antonius von Padua geweihte katholische Kirche wird heute wieder von verbliebenen italienischen Einwohnern des Dorfes genutzt und renoviert. Auf dem Gebiet des Ortes liegt der gleichnamige, auch militärisch genutzte Flughafen Mihail Kogălniceanu. Auf diesem Militärflugplatz war nach einem am 8. Juni 2007 vom Europaratsermittler zur CIA-Affäre, Dick Marty, vorgestellten Bericht eine Black site untergebracht.

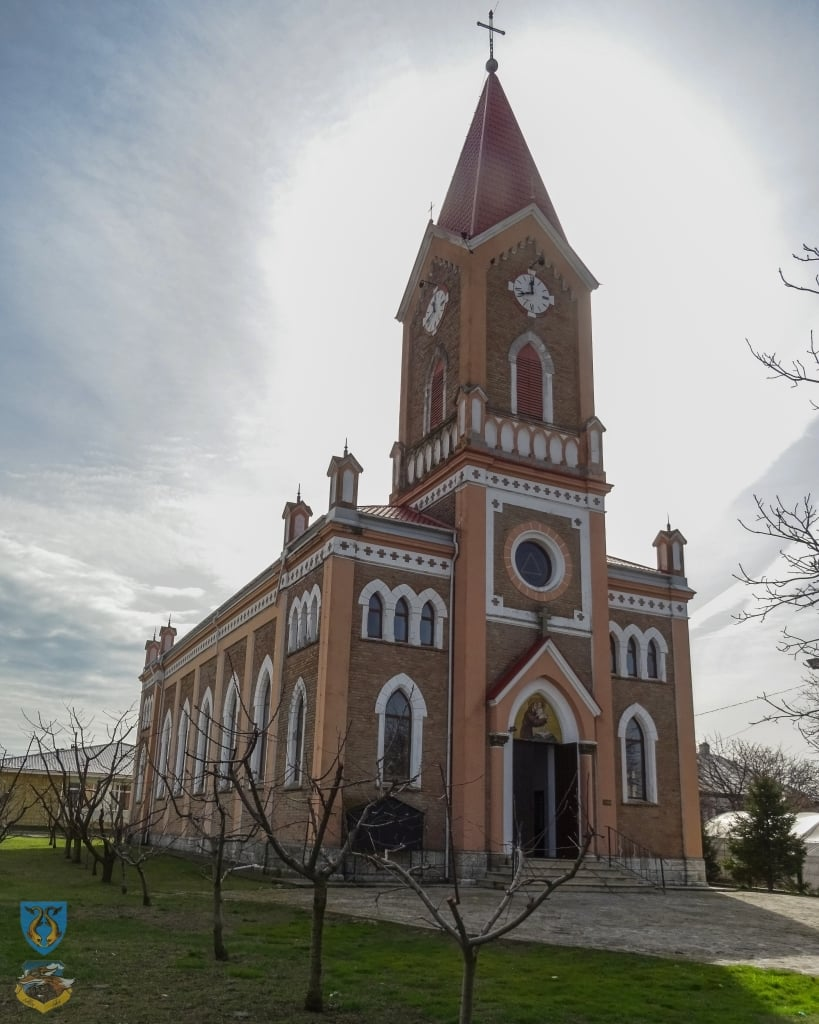
Die ehemals deutsche katholische Kirche.

Die deutschen Bewohner, Abkömmlinge der Bessarabiendeutschen, wurden im Jahre 1940 gemeinsam mit diesen ins Wartheland und Westpreußen zwangsumgesiedelt, von wo sie 1945 erneut vertrieben wurden. Nach der Volkszählung von 2002 wohnen im Ort heute 10.114 Einwohner, davon 8.155 Rumänen, 1.214 Aromunen, 337 Tataren, 283 Roma, 107 Türken und 18 Deutsche.

## Kultur
In Mihail Kogălniceanu befindet sich das Gheorghe-Celea-Museum, das erste und einzige aromanische Museum in Rumänien, das 2006 von Willibald („Willy“) Wisoșenschi von der Kulturstiftung „Mușata Armână“ gegründet wurde.

## Persönlichkeiten
- Hieronymus Menges (1910–2002), Geistlicher und Prälat
- Adolph Bachmeier (1937–2016), deutsch-amerikanischer Fußballspieler